# Бабков, Сергей Анатольевич
Серге́й Анато́льевич Бабко́в (5 июня 1967, Бийск, Алтайский край — 21 августа 2023) — советский и российский баскетболист и тренер, игравший на позиции атакующего защитника.

## Биография
Родился 5 июня 1967 года в Бийске. С 6 лет начал заниматься баскетболом под началом Льва Панаева, директора ДЮСШ № 2 города Бийска.
Выступал за команды «Буревестник» (Барнаул) (1984—1985), СКА (Свердловск) (1985—1988), ЦСКА (Москва) (1988), «Сибирьтелеком-Локомотив» (Новосибирск) (1988—1992), ТВГ «Трир» (Трир, Германия) (1993—1994), «Уникаха» (Малага, Испания) (1995—1999), «Ховентут» (Барселона, Испания) (1999—2000).
Завершил карьеру игрока в новосибирском «Локомотиве» (2000/01). Со следующего сезона перешёл на тренерскую работу в этом клубе. В сезоне 2002/2003 привёл его к победе в суперлиге «Б» и вывел в суперлигу «А». В январе 2005 года из-за загруженности работой на посту главного тренера сборной, оставил клуб.
С 2006 года — главный тренер «Спартака-Приморья». 24 января 2009 года подал в отставку и перешёл на пост Генерального директора клуба «Сибирьтелеком-Локомотив».
С 2011 года — генеральный директор БК «Новосибирск».
Сергей Бабков был женат, имел дочь и сына.
Умер 21 августа 2023 года в возрасте 56 лет.

## Сборная России
В 1992—1999 годах играл за сборную России. Провёл в ней 64 официальных матча (среднестатистические показатели — 25,8 минуты, 13,8 очка, 2,0 голевой передачи, 1,8 подбора и 1,1 перехвата за игру). Самый результативный игрок финального матча чемпионата мира 1994 года против сборной США (в составах обеих команд) — 22 очка. В полуфинале чемпионата мира по баскетболу 1998 года против США набрал 30 очков.
В марте 2004 года возглавил сборную России, расстался с ней в сентябре 2005 года после провала на чемпионате Европы-2005.

## Достижения
- Серебряный призёр ЧМ-1994, ЧМ-1998
- Серебряный призёр ЧЕ-1993
- Бронзовый призёр ЧЕ-1997
- Серебряный призёр чемпионата Испании 1995 года